# Ecclisocosmoecus spinosus
Ecclisocosmoecus spinosus är en nattsländeart som beskrevs av Schmid 1964. Ecclisocosmoecus spinosus ingår i släktet Ecclisocosmoecus och familjen husmasknattsländor. Inga underarter finns listade i Catalogue of Life.